# 참나무산누에나방
날개길이 115~140 mm이다. 수컷의 더듬이는 깃털 모양이고, 암컷은 빗살 모양이다. 몸과 날개는 황색이며 경판 ·앞날개의 앞가두리는 암갈색이고 회백색 비늘이 섞여 있다. 앞 ·뒷날개의 내횡선은 적갈색이며 외횡선은 암갈색으로 바깥쪽에 회백색의 줄이 있다. 중실 끝에 있는 콩팥 모양의 무늬는 원형이고 가운데는 백색 투명하며 외곽은 암갈색 선으로 둘려져 있다. 뒷날개의 무늬도 앞날개와 비슷하나 외곽의 암갈색 선이 부분적으로 두꺼워져 있다.
성충은 8월에 나타난다. 유충은 상수리나무 ·밤나무 ·사과나무 ·졸참나무 ·북가시나무 등의 잎을 먹는다. 한국 ·일본에 분포한다.

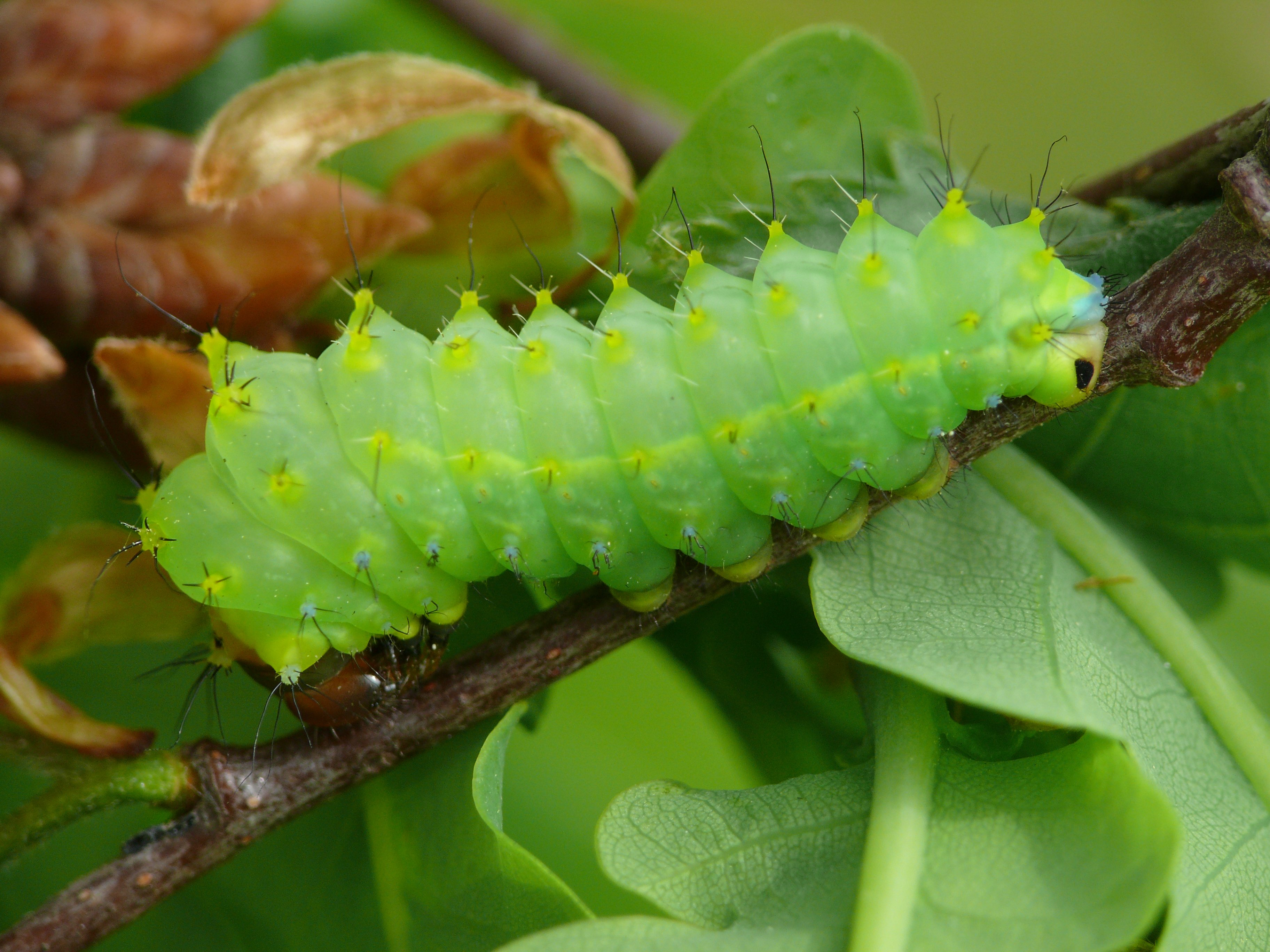
애벌레